# Poladowo
Poladowo – wieś w Polsce położona w województwie wielkopolskim, w powiecie kościańskim, w gminie Śmigiel.

## Historia
Wieś pierwotnie związana była z Wielkopolską. Istnieje co najmniej od końca XIII wieku. Po raz pierwszy wymieniana w archiwalnym, łacińskojęzycznym dokumencie z 1292 pod nazwą Podlodowo, 1305 Poledow, 1358 Poledovo, 1370 Polodow, 1417 Polodowo, 1560 Poliodowo.
W 1417 wieś leżała w Opolu przemęckim będącym reliktem przedpaństwowej wspólnoty rodowo-terytorialnej, które stały się w średniowieczu podokręgami kasztelanii. W 1563 leżała w powiecie kościańskim Korony Królestwa Polskiego. W 1510 miejscowość należała do parafii Śmigiel w dekanacie Kościan.
Miejscowość początkowo była własnością rycerską, a następnie należała do opactwa cystersów w Wieleniu, które przeniesione zostało na początku XV wieku do Przemętu. Pierwsza wzmianka o miejscowości datowana jest na 1292 kiedy książę wielkopolski Przemysł II nadał wsi prawo niemieckie. W końcu XIII wieku Poladowo było posiadłością rycerza Marcina, który za swoje rozboje został skazany wyrokiem sądu na ścięcie. Ponieważ nie miał dziedziców w obliczu śmierci swoje dobra zapisał klasztorowi wieleńskiemu. W 1305 Henryk III głogowski książę śląski i wielkopolski zatwierdził nabycie wsi Starkowo i Poladowo przez klasztor wieleński oraz nadał nabytym dobrom immunitet sądowy i ekonomiczny. Kolejna wzmianka pochodzi ze źródeł kościelnych. W 1358 opat wieleński oświadczył, że dzisięciny z pewnych wsi klasztornych, m.in. z Poladowa, należą do biskupa poznańskiego. W 1370 Poladowo wymienione zostało w królewskim zatwierdzeniu dóbr klasztoru wystawionym przez kancelarię króla polskiego Ludwika Węgierskiego.
Wieś odnotowano również w historycznych rejestrach podatkowych. W 1510 wieś należała do opata przemęckiego i miała 3 i 3/4 łana oraz 9 prętów osiadłych, 3 łany były opuszczone, a dwaj sołtysi uprawiali po 3 kwarty roli. W 1563 pobór miał miejsce od 4 i 3/4 łana, 2 łanów sołeckich. W 1564 Poladowo miało 5 łanów. W 1571 pobrano podatki od 3 i 3/4 łana oraz od dwóch łanów sołeckich.
Od średniowiecza notowane jest odmiejscowe nazwisko Polodowski. W latach 1423–1425 odnotowano w Kościanie mieszczanina Stanisława Polodowskiego, który był rzeźnikiem. Z 1470 pochodzi zapis o Janie Podlodowskim. W 1519 natomiast odnotowano Mikołaja Podlodowskiego z Podlodowa, który sprzedał Pawłowi Piaskowskiemu część wsi Sosno w powiecie nakielskim. Ze względu na kościelną własność wsi związek tych osób z wsią Polodowo jest jednak uznawany przez historyków tylko za potencjalny.
W 1533 Poladowo wymienione zostało w królewskim zatwierdzeniu dóbr klasztoru przemęckiego wystawionym przez kancelarię króla polskiego Zygmunta II Augusta. W 1560 opat przemęcki wydzierżawił wieś Wojciechowi Czarnkowskiemu i miejscowość stała się przejściowo wsią szlachecką. W 1596 Zuzanna wdowa po Wojciechu Węgorzewskim wydzierżawiła Poladowo Baltazarowi Gorzyńskiemu. W 1602 wieś została wykupiona przez klasztor od Zuzanny oraz jej syna, a następnie nadana przez opata konwentowi przemęckiemu. Na przełomie XVI-XVII wieku wieś duchowna Polodowo, własność opata cystersów w Przemęcie leżała w powiecie kościańskim województwa poznańskiego w Rzeczypospolitej Obojga Narodów.
W wyniku II rozbioru Rzeczypospolitej w 1793, miejscowość przeszła w posiadanie Prus i jak cała Wielkopolska znalazła się w zaborze pruskim. W okresie Wielkiego Księstwa Poznańskiego (1815-1848) miejscowość wzmiankowana jako Poładowo należała do wsi większych w ówczesnym pruskim powiecie Kosten rejencji poznańskiej. Poładowo należało do okręgu śmigielskiego tego powiatu i stanowiło odrębny majątek, który należał wówczas do Kuchlemy. Według spisu urzędowego z 1837 roku Poładowo liczyło 210 mieszkańców, którzy zamieszkiwali 23 dymy (domostwa).
W latach 1975–1998 miejscowość administracyjnie należała do województwa leszczyńskiego.